# Territoire spécial de Yogyakarta
Pour les articles homonymes, voir Yogyakarta (homonymie).
Le territoire spécial de Yogyakarta (en indonésien : Daerah Istimewa Yogyakarta, parfois abrégé DIY, en javanais : Dhaérah Istiméwa Ngayogyakarta) est une subdivision administrative d'Indonésie de 1er niveau, égal à celui de province. Il est constitué de l'ancien sultanat de Yogyakarta, une des quatre Vorstenlanden (« terres princières ») existant encore à Java à l'époque des Indes orientales néerlandaises. Sa capitale est la ville de Yogyakarta.

## Géographie
Le territoire spécial de Yogyakarta se situe dans le sud du centre de Java. Il est entouré par la province de Java central et bordée au sud par l'océan Indien.
Yogyakarta est la seconde plus petite province d'Indonésie en superficie, après le territoire de Jakarta. Cependant, elle possède, avec 1 049,5 hab./km2, l'une des densités de population les plus élevées de Java.

## Histoire
Le territoire de l'ancien royaume de Mataram comprenait une partie de l'actuel territoire de Yogyakarta. Ce royaume est notamment attesté par l'inscription dite de Canggal (au nord-ouest de Yogyakarta), la plus ancienne trouvée à ce jour dans l'île. Datée de 732 ap. J.-C., elle déclare que le raka (c'est-à-dire "seigneur") Sanjaya de Mataram a érigé un monument pour honorer Shiva.
Une autre inscription, trouvée à Kalasan, à environ dix kilomètres à l'est de Yogyakarta et datée de 778, mentionne un roi Sailendra qui observe les rites bouddhiques. Les temples du centre de Java construits entre les VIIIe et Xe siècles sont de rite bouddhique, comme Borobudur construit par les Sailendra ou shivaite, comme Prambanan construit par les Sanjaya, une autre dynastie du centre de Java, mais présentent parfois des éléments des deux rites, qui coexistaient.
Le territoire spécial de Yogyakarta doit son statut au rôle joué par son souverain, le sultan Hamengkubuwono IX, lors du conflit qui a opposé de 1945 à 1949 la république d'Indonésie indépendante aux Pays-Bas, l'ancienne puissance coloniale. 
Le 19 août 1945, deux jours après la proclamation de l'indépendance de l'Indonésie, le président Soekarno signe un document appelé Piagam Penetapan ou « charte du maintien ». Ce document maintient le sultan et le prince Paku Alam VIII comme souverains de leurs États respectifs, en « compensation » de leur intégration dans la République.
Par l'Amanat 5 September 1945 ou "mandat du 5 septembre 1945", Soekarno établissait le sultan comme gouverneur du territoire et Paku Alam VIII comme vice-gouverneur.

## Administration
Le territoire spécial de Yogyakarta est divisé en quatre kabupaten :
- Bantul (en) (Bantul (en))
- Gunung Kidul (Wonosari)
- Kulon Progo (Wates)
- Sleman (Sleman)

et une kota :
- Yogyakarta, la capitale.

## Culture

### Groupes ethniques
|            | Quantité  | %      |
| ---------- | --------- | ------ |
| Javanais   | 3 331 355 | 96,53% |
| Soundanais | 23 752    | 0,69%  |
| Malais     | 15 430    | 0,45%  |
| Chinois    | 11 545    | 0,33%  |
| Autres     | 68 926    | 2,00%  |

### Religion
|                | Quantité  | %      |
| -------------- | --------- | ------ |
| Islam          | 3 460 903 | 92,98% |
| Catholicisme   | 164 690   | 4,42%  |
| Protestantisme | 89 956    | 2,42%  |
| Autres         | 6 747     | 0,18%  |

## Archéologie
- Temple de Sambisari

## Galerie

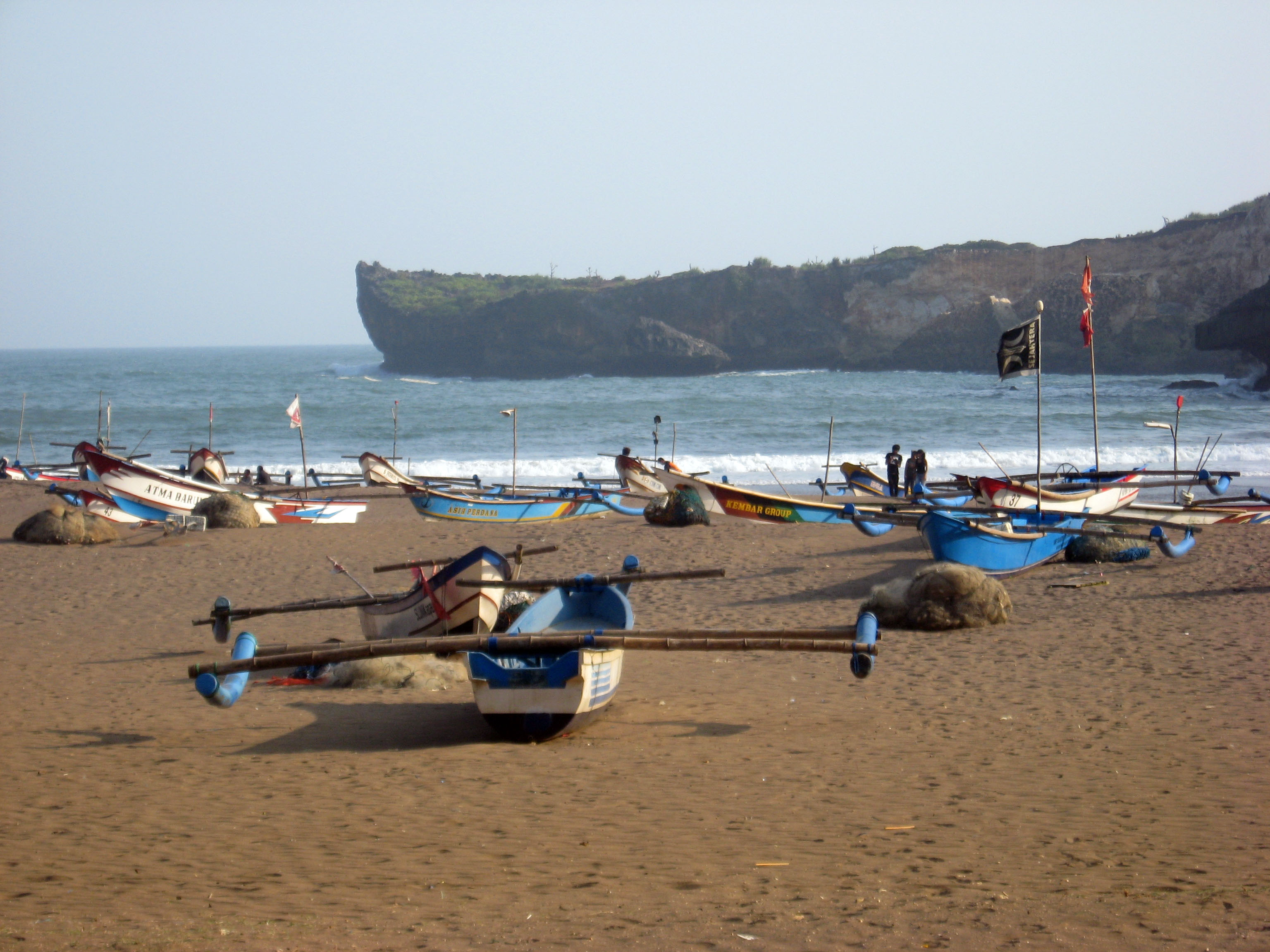
La plage de Baron
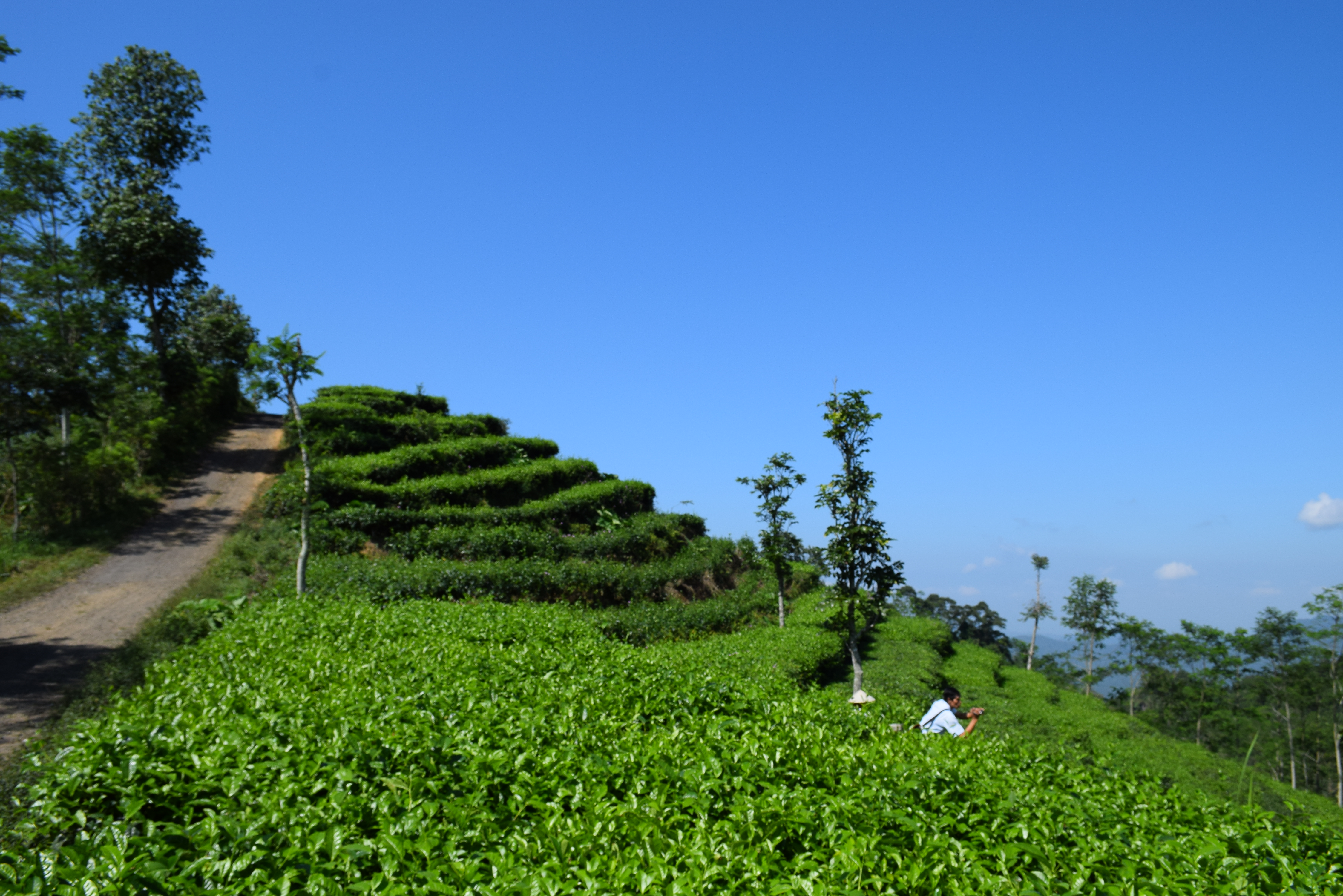
La plantation de thé de Ngglinggo dans le kabupaten de Kulon Progo